# Microtragus tuberculatus
Microtragus tuberculatus är en skalbaggsart som beskrevs av Carter 1934. Microtragus tuberculatus ingår i släktet Microtragus och familjen långhorningar. Inga underarter finns listade i Catalogue of Life.